# Надголовная среда

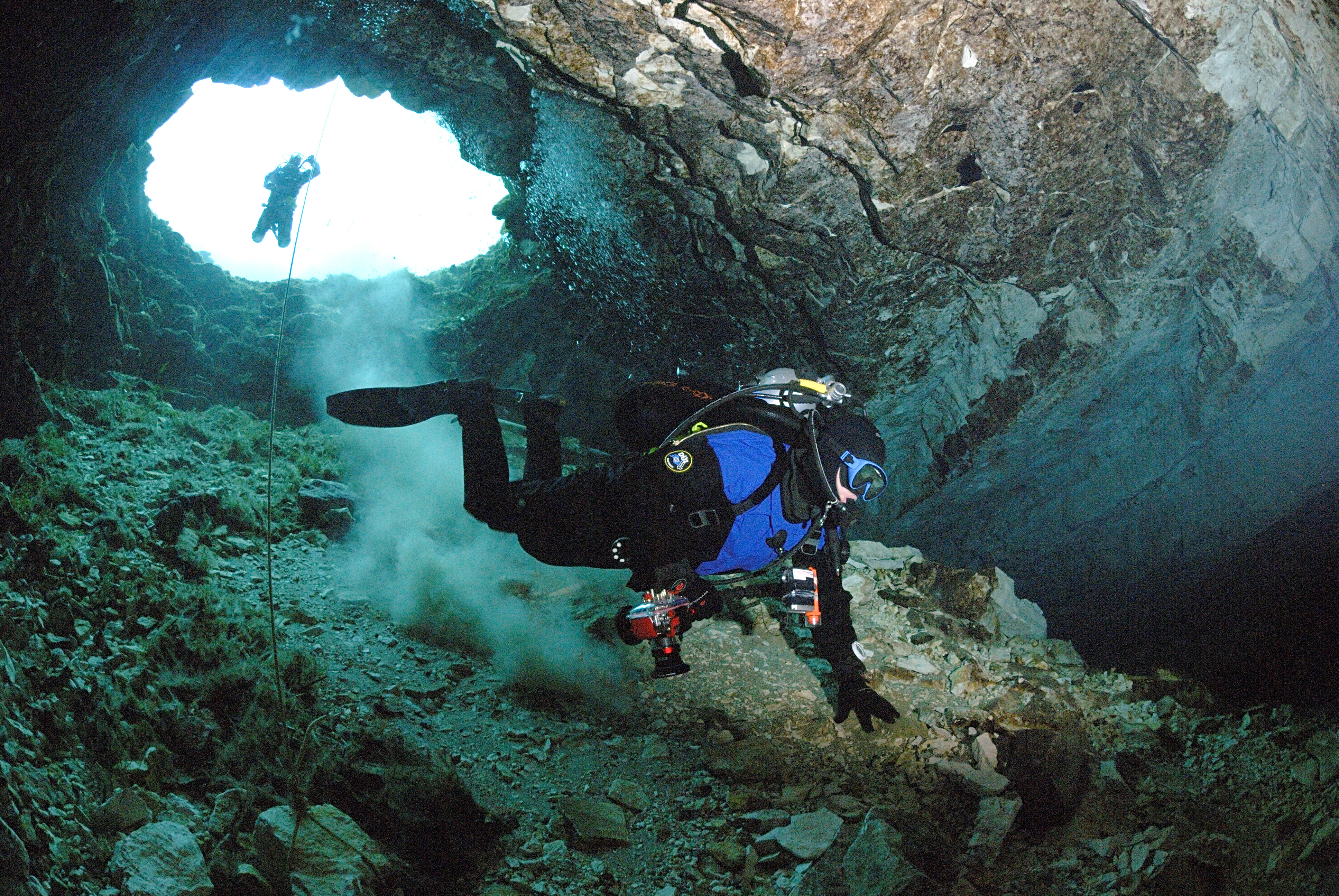
Вход в пещеру. На снимке видно, как ил сразу же выносится течением наружу (фото М. Ведёхина)

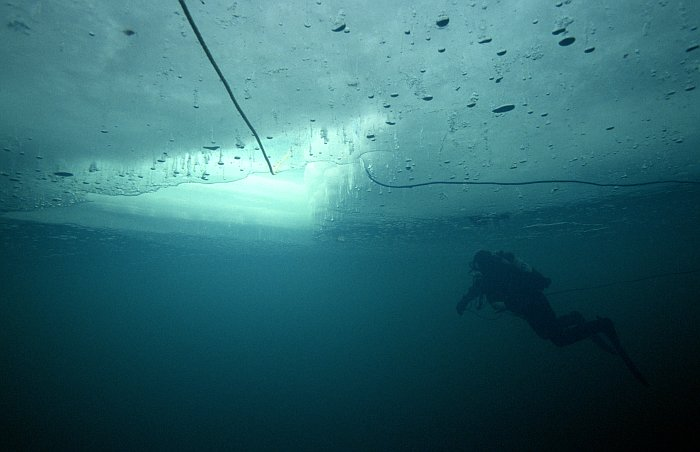
Подо льдом

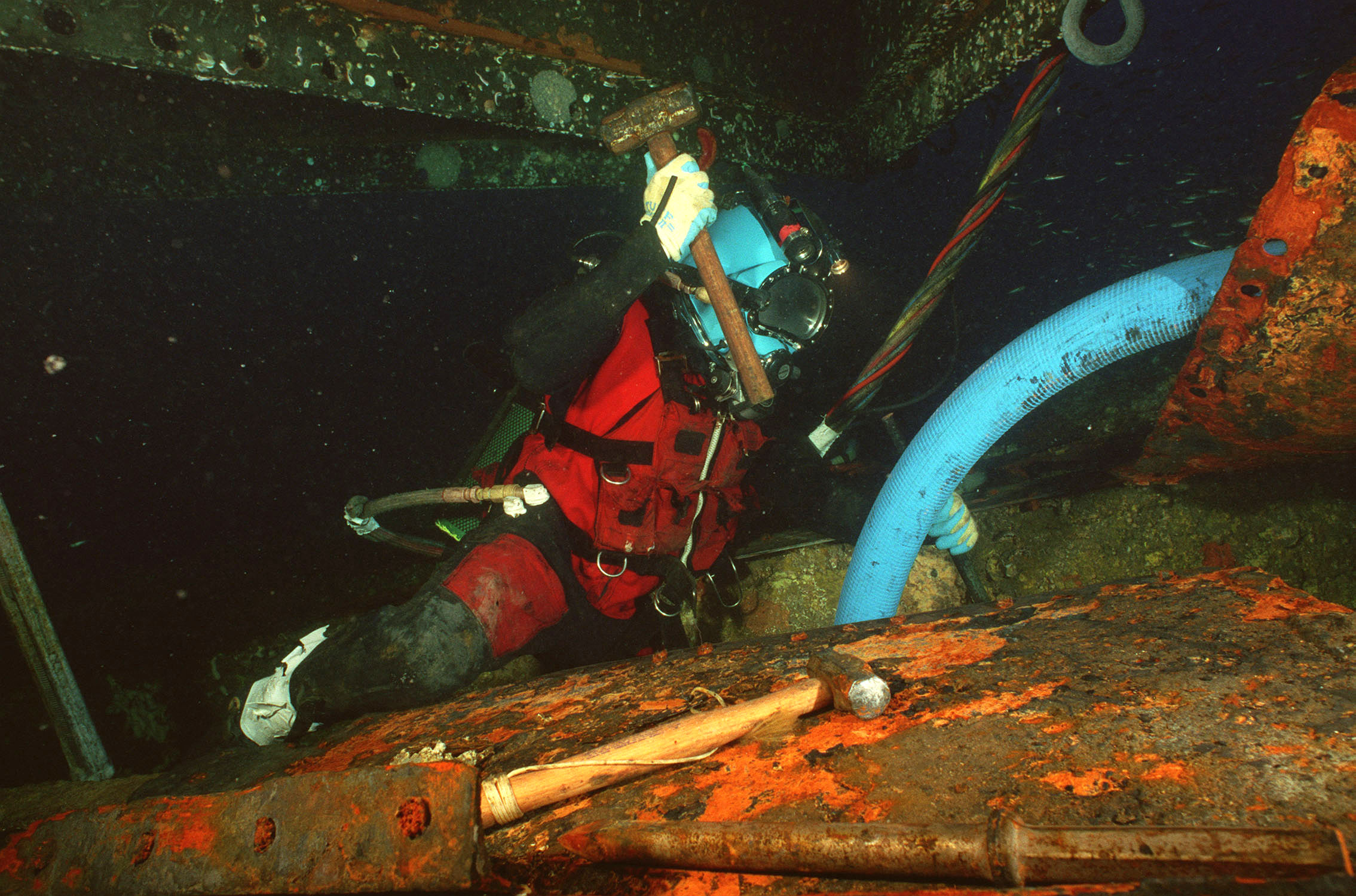
Ремонтные работы на броненосце USS Monitor

Надголо́вная среда́ в водолазном деле — подводное пространство, в котором между водолазом и поверхностью воды находится какое-либо препятствие. К надголовным средам относятся пещеры, затонувшие корабли, покрытые льдом водоёмы (озёра, реки, моря) и подводные сооружения.

## Опасность
- Затруднено или невозможно экстренное всплытие.
- Риск заблудиться или не рассчитать запас воздуха — поэтому резерв воздуха в надголовных средах обычно больше.
- В надголовных средах обычно темно, поэтому должны иметься резервные источники света.
- В случае, если водолаз соединён с несущим судном тросом — риск запутать или оборвать трос.
- Легко удариться о стену или потолок.
- Большое количество мелкого ила, который образует взвесь, резко ограничивающую видимость в случае неудачного гребка ластами, касания стен рэков и сооружений или сводов пещер, осыпания ила при воздействии на него пузырей, образующихся при выдохе.